# Як рубали вишневий сад, або Довга дорога з Бад-Емсу
Як рубали вишневий сад, або Довга дорога з Бад-Емсу — есе української письменниці Оксани Забужко, опубліковане у 2021 році видавництвом «Комора».

## Зміст
Книга присвячена українській діаспорянці Оксані Радиш та починається із розповіді про «стару українську культурну еліту», в якій наводяться імена Володимира Антоновича, Агатангела Кримського, Володимира Винниченка, Євгена Чикаленка, Бориса Лятошинського, Володимира Міяковського, їх плідна праця задля розбудови майбутньої Української держави.
В розповіді окреме місце займає постать Антона Чехова, його українське походження та самоідентифікація, зв'язки із представниками української творчої інтелигенції, зокрема родиною Линтварьових та Марією Заньковецькою, а також звертається увага на його оповідання «Людина у футлярі», яке є «анти-Емським та сповнене недвозначних політичних натяків».
В подальшому висвітлюється руйнівний вплив Емського указу, що мав за мету унеможливити становлення української нації та культурний спротив, який розглядається у книзі, як «українське чудо».

## Сприйняття
Після публікації книга стала номінанткою ХХІІІ Всеукраїнського рейтингу «Книжка року 2021» та, за висловом літературного критика Костянтина Родика, є «чи не найкращою в Оксани Забужко».